# Прецлава
Прецлава (словен. Preclava) — поселення в общині Ормож, Подравський регіон‎, Словенія.